# 먼 후일
〈먼 후일〉은 김소월의 시이다. 2015 개정 교육과정 기준 국어 교과서에 존재한다.

## 내용
위키문헌

먼 훗날 당신이 찾으시면
그때에 내 말이 '잊었노라'

당신이 속으로 나무라면
'무척 그리다가 잊었노라'

그래도 당신이 나무라면
'믿기지 않아서 잊었노라'

오늘도 어제도 아니 잊고
먼 훗날 그때에 '잊었노라'

## 분석 및 해석
| 항목 | 특징                    |
| ---- | ----------------------- |
| 갈래 | 자유시, 서정시          |
| 성격 | 민요적, 애상적, 전통적  |
| 주제 | 헤어진 임에 대한 그리움 |

3음보의 규칙적인 율격을 사용해 운율을 형성한다.
각 연에 반복적으로 '잊었노라'를 사용해 임을 절대 잊지 않았다는 것을 반어적으로 보여주고, 주제를 강조한다.